# Muguga
Muguga est une localité située dans le sud de la Province centrale du Kenya, à l'ouest de Nairobi.
Elle abrite un centre de recherche vétérinaire.